# محسن كريمي
سيد محسن كريمي ((بالفارسية: سید محسن کریمی)؛ مواليد 20 سبتمبر 1994 في ساري) هو لاعب كرة قدم إيراني يجيد اللعب كلاعب وسط لصالح نادي استقلال في دوري المحترفين الإيراني.

## روابط خارجية
- محسن كريمي على موقع قاعدة بيانات كرة القدم.إي يو (الإنجليزية)
- محسن كريمي على موقع Soccerway.com (الإنجليزية)